# Fernando Bastos
Fernando José Caldeira Bastos, mais conhecido como Fernando Bastos (Florianópolis, 3 de dezembro de 1932 – Florianópolis, 26 de outubro de 2018) foi um advogado e político brasileiro.
Foi presidente do Avaí Futebol Clube, de 1964 a 1966, de 1972 a 1973 e durante três meses em 1999. É autor da letra do hino do clube, juntamente com Luiz Henrique Rosa, compositor da música.
Filho do desembargador José Rocha Ferreira Bastos e de Maria de Lourdes Caldeira Bastos, neto do jurista Filinto Justiniano Ferreira Bastos.
Formado em direito pela Faculdade de Direito de Santa Catarina em 1955, tornou-se professor de direito penal na mesma faculdade em 1961.
Foi deputado à Assembléia Legislativa de Santa Catarina na 6ª legislatura (1967 — 1971) e na 7ª legislatura (1971 — 1975), e secretário de estado em 1979.
Foi eleito deputado federal em 1982, e presidente da Eletrosul entre 1989 e 1990.